# 勒盧普 (堪薩斯州)
勒盧普（英語：LeLoup）是位於美國堪薩斯州富蘭克林縣的一個非建制地區。該地的面積和人口皆未知。

## 地理
勒盧普所處的海拔為高於海平面291米（即955英呎），而該地所採用的時區為UTC-6，即北美中部時區（CST）。同時該地設有夏令時間，為UTC-6調快一小時，即UTC-5（CDT）。